# Рейсс-Эберсдорф
Рейсс-Эберсдорф — графство, с 1806 года княжество на территории Германии. Графы принадлежали дому Рейсс (младшей линии). В разные времена Рейсс был в составе Священной Римской империи, Рейнского союза, Германского союза, Северогерманского союза, Германской империи и Веймарской Республики, перед тем как стать частью Тюрингии в 1920 году.

## История
После смерти Генриха X, правителя Рейсс-Лобенштайна в 1671 году, управление Рейсс-Лобенштайном перешло его трём сыновьям: Генриху III, Генриху VIII и Генриху X. В 1678 году Рейсс-Лобенштайн был разделён: Генрих III стал графом Рейсс-Лобенштайна, Генрих VIII стал графом Рейсс-Хиршберга, а Генрих X стал графом Рейсс-Эберсдорфа.
В 1806 году графство превратилось в княжество. В 1824 году после смерти князя Генриха LIV, князь Генрих LXXII сменил его и получил титул князя Рейсс-Лобенштайн-Эберсдорфа, он оставался ним до 1848 года, когда отрёкся от этого титула в пользу титула князя Рейсс-Шляйца.
Генрих XXIV, граф Рейсс-Эберсдорфа, стал отцом принцессы Августы Рейсс-Эберсдорфской, бабушки по материнской линии королевы Великобритании Виктории.

## Правители

### Графы Рейсс-Эберсдорфа (1678—1806)
- Генрих X (1678—1711)
- Генрих XXIX (1711—1747)
- Генрих XXIV (1747—1779)
- Генрих LI (1779—1806)

### Князья Рейсс-Эберсдорфа (1806—1824)
- Генрих LI (1806—1822)
- Генрих LXXII (1822—1824)

### Князья Рейсс-Лобенштайн-Эберсдорфа (1824—1848)
- Генрих LXXII (1824—1848)